# Shawius braziliensis
Shawius braziliensis är en stekelart som beskrevs av Marsh 1993. Shawius braziliensis ingår i släktet Shawius och familjen bracksteklar. Inga underarter finns listade i Catalogue of Life.